# Лондонський залізничний вузол
Лондонський залізничний вузол — кільце з 18 залізничних станцій, мережі National Rail у центрі Лондона. Більшість з них є кінцевими станціями, хоча деякі з них є наскрізні. Лондонський залізничний вузол видає квитки як "London Terminals".. Всі станції вузла відносяться до 1 тарифної зони.

## Станції та статистика
| Станція         | Фото | Розташування    | Координати                                                      | Початковий власник                    | Сучасний власник                                       | Обслуговує у Лондоні | Обслуговує поза Лондоном                                                                           | Пасажири (млн) (2016/17) | Дата відкриття    | Колії     | Колії      | Категорія |
| Станція         | Фото | Розташування    | Координати                                                      | Початковий власник                    | Сучасний власник                                       | Обслуговує у Лондоні | Обслуговує поза Лондоном                                                                           | Пасажири (млн) (2016/17) | Дата відкриття    | Тупикових | Транзитних | Категорія |
| --------------- | ---- | --------------- | --------------------------------------------------------------- | ------------------------------------- | ------------------------------------------------------ | -------------------- | -------------------------------------------------------------------------------------------------- | ------------------------ | ----------------- | --------- | ---------- | --------- |
| Блекфрайерс     |      | Лондонське Сіті | 51°30′40″ пн. ш. 0°06′11″ зх. д. / 51.511° пн. ш. 0.103° зх. д. | London, Chatham and Dover Railway     | Thameslink                                             | NW, N, S, SE         | Темзлінк, Лондон-Гатвік, Лондон-Лутон                                                              | 10.576 ▲                 | 10 травня 1886    | 2         | 2          | A         |
| Кеннон-стріт    |      | Лондонське Сіті | 51°30′36″ пн. ш. 0°05′24″ зх. д. / 51.510° пн. ш. 0.090° зх. д. | South Eastern Railway                 | Network Rail                                           | SE                   | Кент, Східний Сассекс                                                                              | 22.660 ▲                 | 1 вересня 1866    | 7         | 0          | A         |
| Чарінг-кросс    |      | Вестмінстер     | 51°30′25″ пн. ш. 0°07′23″ зх. д. / 51.507° пн. ш. 0.123° зх. д. | South Eastern Railway                 | Network Rail                                           | SE                   | Кент, Східний Сассекс                                                                              | 29.560 ▲                 | 11 січня 1864     | 6         | 0          | A         |
| Сіті-Темзлінк   |      | Лондонське Сіті | 51°30′58″ пн. ш. 0°06′11″ зх. д. / 51.516° пн. ш. 0.103° зх. д. | British Rail (Network SouthEast)      | Thameslink                                             | NW, N, S, SE         | Темзлінк, Лондон-Гатвік, Лондон-Лутон                                                              | 6.339 ▼                  | 30 травня 1990    | 0         | 2          | C         |
| Юстон           |      | Кемден          | 51°31′41″ пн. ш. 0°07′59″ зх. д. / 51.528° пн. ш. 0.133° зх. д. | London and Birmingham Railway         | Network Rail                                           | NW                   | West Coast Main Line                                                                               | 44.059 ▲                 | 20 липня 1837     | 18        | 0          | A         |
| Фенчерч-стріт   |      | Лондонське Сіті | 51°30′40″ пн. ш. 0°04′41″ зх. д. / 51.511° пн. ш. 0.078° зх. д. | London and Blackwall Railway          | Network Rail                                           | E                    | Саутенд-он-Сі                                                                                      | 18.526 ▲                 | 2 серпня 1841     | 4         | 0          | A         |
| Кінгс-кросс     |      | Кемден          | 51°31′55″ пн. ш. 0°07′23″ зх. д. / 51.532° пн. ш. 0.123° зх. д. | Great Northern Railway                | Network Rail                                           | N                    | East Coast Main Line                                                                               | 33.816 ▲                 | 14 жовтня 1852    | 12        | 0          | A         |
| Ліверпуль-стріт |      | Лондонське Сіті | 51°31′05″ пн. ш. 0°04′52″ зх. д. / 51.518° пн. ш. 0.081° зх. д. | Great Eastern Railway                 | Network Rail                                           | E, NE                | Східна Англія, Лондон-Станстед                                                                     | 67.339 ▲                 | 2 лютий 1874      | 18        | 0          | A         |
| Лондон-брідж    |      | Саутерк         | 51°30′18″ пн. ш. 0°05′10″ зх. д. / 51.505° пн. ш. 0.086° зх. д. | London and Greenwich Railway          | Network Rail                                           | S, SE, NW            | Кент, Східний Сассекс, Лондон-Гатвік                                                               | 47.874 ▼                 | 14 грудня 1836    | 9         | 6          | A         |
| Мерілебон       |      | Вестмінстер     | 51°31′19″ пн. ш. 0°09′47″ зх. д. / 51.522° пн. ш. 0.163° зх. д. | Great Central Railway                 | Chiltern Railways                                      | NW                   | Бірмінгем                                                                                          | 16.667 ▲                 | 15 березня 1899   | 6         | 0          | A         |
| Моргейт         |      | Лондонське Сіті | 51°31′05″ пн. ш. 0°05′17″ зх. д. / 51.518° пн. ш. 0.088° зх. д. | Metropolitan Railway                  | Лондонський метрополітен                               | N                    | Гартфордшир                                                                                        | 10.834 ▲                 | 23 грудня 1865    | 2         | 0          | E         |
| Олд-стріт       |      | Ізлінгтон       | 51°31′30″ пн. ш. 0°05′13″ зх. д. / 51.525° пн. ш. 0.087° зх. д. | City and South London Railway         | Лондонський метрополітен                               | N                    | Гартфордшир                                                                                        | 5.324 ▲                  | 17 листопада 1901 | 0         | 2          | E         |
| Паддінгтон      |      | Вестмінстер     | 51°31′01″ пн. ш. 0°10′37″ зх. д. / 51.517° пн. ш. 0.177° зх. д. | Great Western Railway                 | Network Rail                                           | W                    | Great Western main line, Лондон-Хітроу                                                             | 35.836 ▼                 | 16 січня 1854     | 14        | 0          | A         |
| Сент-Панкрас    |      | Кемден          | 51°31′48″ пн. ш. 0°07′30″ зх. д. / 51.530° пн. ш. 0.125° зх. д. | Midland Railway                       | Network Rail, HS1 Ltd., Eurostar International Limited | N, NW, S, SE         | Midland Main Line, Лондон-Гатвік, Лондон-Лутон, High Speed 1 (Кент), Eurostar (Бельгія та Франція) | 33.492 ▲                 | 1 жовтня 1868     | 13        | 2          | A/C       |
| Воксголл        |      | Ламбет          | 51°29′06″ пн. ш. 0°07′19″ зх. д. / 51.485° пн. ш. 0.122° зх. д. | London and South Western Railway      | South Western Railway                                  | SW                   | Південно-Західна Англія                                                                            | 22.483 ▲                 | 11 липень 1848    | 0         | 10         | B         |
| Вікторія        |      | Вестмінстер     | 51°29′46″ пн. ш. 0°08′38″ зх. д. / 51.496° пн. ш. 0.144° зх. д. | Victoria Station and Pilmlico Railway | Network Rail                                           | S, SE, SW            | Кент, Сассекс, Лондон-Гатвік                                                                       | 75.889 ▼                 | 10 жовтня 1860    | 19        | 0          | A         |
| Ватерлоо        |      | Ламбет          | 51°30′11″ пн. ш. 0°06′47″ зх. д. / 51.503° пн. ш. 0.113° зх. д. | London and South Western Railway      | Network Rail                                           | SW, W                | Південно-Західна Англія                                                                            | 99.403 ▲                 | 11 липня 1848     | 24        | 0          | A         |
| Ватерлоо-Іст    |      | Ламбет          | 51°30′14″ пн. ш. 0°06′36″ зх. д. / 51.504° пн. ш. 0.110° зх. д. | South Eastern Railway                 | Southeastern                                           | S, SE                | Кент, Східний Сассекс                                                                              | 10.325 ▲                 | 1 січня 1869      | 0         | 4          | B         |

## Колишні станції
- Брод-стріт (закрита в 1986)[13]
- Голборн-віадук (закрита в 1990)[14]
- Кенсінгтон ( Олімпія) (виведена зі складу вузла в 1994)[15]
- Кінгс-Кросс-Темзлінк (закрита в 2007)[16]